# Папирус Едвина Смита
Папирус Едвина Смита једн је од сачуваних египатских медицинских папируса датиран на  други прелазни период (око 1782-1570. године п. н. е.). овај папирус је копија ранијег дела вероватно написаног у Старом краљевству (око 2613-2181. п. н. е.). Написан је хијератским писмом и датиран у 1600. годину п. н. е. 
То је најстарије познато дело о хируршким техникама и вероватно је написано за тријажне хирурге у пољским болницама. Рад се фокусира на практичној примени ублажавања бола и постављања сломљених костију. Папирус Едвина Смита открива задивљујућу вештину посматрања када се разматрају методе и границе древних времена. Ови лекари су успели да препознају многе симптоме и да им доделе прогностичку вредност.

## Ауторство
О ауторству папируса Едвина Смита се и данас расправља. Већину папируса написао је један писар, а само мале делове је копирао други писар. Папирус се нагло завршава на средини реда, без икаквог навођења аутора. Сматра се да је папирус непотпуна копија старијег референтног рукописа из Старог краљевства, о чему сведоче архаична граматика, терминологија, образац и коментар. 
Неки научници  међу којима је и Џејмс Хенри Брестед сматра – али и наглашава да је ово чиста претпоставка која није заснована на било каквим доказима – да би аутор папируса могао бити Имхотеп (око 2667 - 2600. годин п. н. е.)  познатији као архитекти Џосерове степенасте пирамиде саграђене пред крај раног династичког периода у Египту (око 3150 – око 2613. године п. н. е.). Ту претпоставку они заснивају на чињеници да је Имхотеп био веома поштован због својих медицинских расправа у којима се тврдило да је болест дело природе, а не казна богова или резултат злих духова. 
Пошто се папирус Едвина Смита фокусира на прагматичне третмане повреда, Имхотепове тврдње би барем утицале на дело чак и да није он написао оригинал. Неки научници сматрају да су осам чаролија које се појављују на задњој страни каснији додатак свитку.  

## Историја
Папирус Едвина Смита датира из династија 16–17 из Другог прелазног периода, када се  Египтом тада владало из Тебе, па је вероватно папирус потекао одатле.   Папирус Едвина Смита, откривен је 1862. изван Луксора у Египту, и најстарији је познати хируршки текст у историји цивилизације. Преживели свитак је копија ранијег текста из око 3000 година пре нове ере. Она даје изванредан увид у медицинску праксу старих Египћана у долини реке Нил током праскозорја цивилизације.
Како је египатска цивилизација опадала током следећег миленијума, учења папируса су временом  била изгубљена. Тек 300. године пре нове ере Хипократ и његови ученици у старој Грчкој су поново оживети логику у медицинском размишљању и учењу. Верује се да су стари Грци знали за  садржај  папируса Едвина Смита и његовог учења и да су их користили као основу за своје списе.
Како је Европа улазила у мрачно доба средњег века, тако је и медицина поново улазила у мрак, враћајући се чаролијама и молитвама уместо расуђивања и разума. Иако су Хипократова учења била призната од стране неких научника током средњег века, она нису чинила основу за опште медицинско знање средњовековних лекара. 
Са освитом ренесансе, медицина ће се коначно очистити од својих прошлих натприродних основа. Хипократова учења су поново актуеална и коришћена су да формирају основу модерне медицине, а пионири медицине у 17 веку проучавали су древне грчке текстове као полазну основу својих идеја. Многи концепти које лекари и пацијенти данас схватају као опште познате, заправо потичу из папируса Едвина Смита.  у нашу савремену базу медицинског знања. То је рационално, логично и напредно размишљање изложено у папирусу Едвина Смита оно што захтева поштовање од савремених оториноларинголога и свих лекара.
При томе су савремени лекари из Папирус Едвина Смита одбацили преовлађујућу магију и мистицизам тог времена у корист логике и дедуктивног закључивања.  Аутори покушавају да открију неке од ових фундаменталних идеја и прате их кроз време до њиховог укључивања.  
Папирус је декодирао Едвин Смит, амерички египтолог, рођен у Конектикату 1822. – исте године када је египатско хијероглифско писмо  екодирано.  Смит је папирус купио у Луксору у Египту 1862. године од египатског трговца по имену Мустафа Ага. Папирус је био у поседу  Смита до његове смрти, када је његова ћерка поклонила папирус Њујоршком историјском друштву. Тамо је њен значај препознала Керолајн Ренсом Вилијамс, која је писала Џејмсу Хенрију Брестиду 1920. године о „медицинском папирусу из колекције Смит“ у нади да би он могао да ради на његовом проучавању. Први превод папируса завршен је 1930. године, уз медицински савет др Arno-а B. Luckhardt-а од стране Бреастидова, који је променио  разумевање историје медицине. То показује да египатска медицинска нега није била ограничена само на магичне начине лечења приказане у другим египатским медицинским изворима, већда је ористила и рационалну, научну праксу, засновану на посматрању и испитивању.   
Од 1938. до 1948. папирус је био у Бруклинском музеју. Године 1948. Њујоршко историјско друштво и Бруклински музеј поклонили су папирус Медицинској академији у Њујорку, где се и данас налази. 
Од 2005. до 2006. године, папирус Едвина Смита био је на изложби у Метрополитен музеју у Њујорку. Џејмс П. Ален, кустос египатске уметности у музеју, објавио је нови превод дела, који се подудара са изложбом.  Ово је био први комплетан енглески превод од Брестедовог из 1930. године Овај превод нуди модерније разумевање хијератике и медицине. 

## Опште информације
Рационална и практична природа папируса илустрована је у 48 историја болести, које су наведене према сваком органу. Приказани случајеви су типични, а не појединачни.  Папирус почиње тако што се бави повредама главе (пошпто су трауматска повреда мозга (ТПМ)  вероватно старе колико и људска бића,), а наставља се са третманима за повреде врата, руку и трупа, са детаљима о повредама у опадајућем анатомском редоследу попут модерног анатомског излагања. Папирус Едвина Смита је прва расправа која описује лечење пацијената са ТПМ и омогућава увид у медицински преглед и лечење пацијената са повредом главе у старом Египту. Методички, случајеви и приказ сваког случаја су уредно класификовани унутар папируса. Папирус садржи први опис мозга, пулсације, контузије као резултат ТПМ, дуре и цереброспиналне течности, откривајући мање или више софистицирано знање о церебралној анатомији. Штавише, древни лекари су прегледали ране, фрактуре, знаке фрактура базалне лобање и повезане неуролошке или инфективне симптоме и класификовали образац повреда према њиховој прогнози. Међутим чини се да су терапијске могућности ових лекара у овом тренутку биле ограничене.
Наслов сваког случаја у папирусу Едвина Смита детаљно описује природу трауме, као што су „Вежбе за зјапећу рану у његовој глави, која је продрла до кости и пробила лобању“.
Међу третманима су затварање рана шавовима (за ране усне, грла и рамена), превијање, удлаге, облоге, спречавање и лечење инфекције медом и заустављање крварења сировим месом.
Имобилизација се саветује код повреда главе и кичмене мождине, као и код других прелома доњег дела тела. Папирус такође описује реалистична анатомска, физиолошка и патолошка посматрања.
Папирус je oд значаја је за историју неурологије јер садржи најраније помињање и прве описе у оријенталној литератури лобањских структура, можданих овојница, спољашње површине мозга, ликвора и интракранијалних пулсација. Од значаја је и за историју неурологије јер садржи најраније помињање у оријенталној литератури  калваријалних  и цервикалних повреда и повреде пршљенова, које су приказане  у детаљима, укључујући патологију, симптоматологију, лечења и прогнозу и  функционалне локализације у мозгу и кичми.
Поступци наведени у овом папируса показују египатски ниво знања о лековима који је превазишао ниво знања о лековима у однсу на Хипократа, који је живео 1000 година касније,   која су документована и образложена за дијагнозу и лечење повреда кичме, која се и дана могу сматрати најсавременијим образложењем за савремену клиничку праксу. Препознаје се утицај повреда мозга на делове тела, као што је парализа. Забележен је и однос између места повреде лобање и захваћене стране тела, док је примећено да повреде при гњечењу пршљенова нарушавају моторичке и сензорне функције. Због своје практичне природе и врсте истражених траума, верује се да је папирус служио као уџбеник за лечења траума насталих у војним биткама.
Текст налаже лекару да прегледа пацијента и потражи видљиве физичке знакове који могу указивати на исход повреде.  У том смислу процес објективног прегледа  је укључивао визуелни, слушни и мануелни прегледи (аускултација, палпација и мерење пулса). Након прегледа следи дијагноза и прогноза, где лекар процењује шансе пацијента да преживи и поставља једну од три дијагнозе: 
- „Болест коју ћу лечити“.

- „Болест са којом ћу се борити.“

- „Болест коју не треба да лечим“.

Како у савременој медицини узимамо здраво за готово да коришћење физичког прегледа и рационалног размишљања доводе до тачног закључка, пре 5.000 година, ово је било изванредно.
На крају текста, нуде се опције лечења. У многим случајевима, детаљнија објашњења трауме су укључена да би се пружила додатна јасноћа.